# Eccidio di Filetto
L'eccidio di Filetto fu una rappresaglia compiuta dalla Wehrmacht il 7 giugno 1944 all'Aquila, in località Filetto, e che causò la morte di diciassette persone, oltre quella del maresciallo maggiore Hermann Schafer.

## Storia
Lo sfondamento della Linea Gustav il 18 maggio 1944 diede inizio alla ritirata dei nazisti verso l'Italia settentrionale. A Filetto — piccolo borgo arroccato ad oltre 1.000 metri s.l.m. tra Camarda e Paganica, a circa 16 km dall'Aquila — si collocò temporaneamente un piccolo raggruppamento costituito dal maresciallo maggiore Hermann Schafer e dai militari Saurbier, Schreiner, Schwetz, Swatschina e Wehn e Saurbier, oltre al radiotelegrafista Ruppert. Il commando alloggiò nel Palazzo Facchinei e, secondo le testimonianze dell'epoca, instaurò un rapporto amichevole con la popolazione locale che, anche in virtù dell'episodio di Onna del 2 giugno, era timorosa di possibile razzie in vista della ripartenza dei militari.
La sera del 6 giugno, un gruppo di filettesi si riunì in Via Aruccia per scrivere una lettera indirizzata alle truppe partigiane guidate dal colonnello degli alpini Aldo Rasero — che stazionavano poco distante, sul Monte Archetto, a nord di Barisciano — per chiedere loro di proteggere la popolazione locale da potenziali saccheggi ad opera dei tedeschi. Ricevuta la lettera, dopo una prima titubanza, i partigiani decisero di organizzare una spedizione per il giorno seguente.
Il 7 giugno, intorno alle 16:30, tre drappelli di partigiani scesero a Filetto ed assalirono le truppe naziste; nell'androne di Palazzo Facchinei si verificò inoltre una sparatoria che causò la morte di un giovane soldato (Ludwig Wehn) ed il ferimento di un altro (Adolf Schreiner, morto in ospedale poco dopo). Anche tre partigiani (Francesco Sgro, Luigi Marcocci ed Emilio Giamberardini) rimasero feriti nello scontro a fuoco. Il maresciallo Schafer riuscì ad allertare il comando di Paganica che, in breve tempo, giunse a Filetto e, mentre i partigiani batterono in ritirata, diede inizio alla rappresaglia.
La prima vittima fu Ferdinando Meco, che si stava abbeverando ad una fonte; subito dopo fu la volta di Antonio Palumbo — noto possidente, in buoni rapporti con il plotone tedesco —, la cui uccisione causò l'ira del maresciallo Schafer, per tutta risposta ucciso da un commilitone. Il diciassettenne Mario Marcocci, testimone dell'uccisione del maggiore, fu incaricato di trasferire il cadavere su un camion, prima d'essere ucciso anche lui. Il generale tedesco Hans Boelsen diede mandato al capitano Matthias Defregger, ventinovenne, di prendere il comando delle operazioni. Il capitano radunò la popolazione selezionando una trentina di maschi adulti; dopo aver allontanato minori e anziani, ne dispose i quindici rimanenti su tre file e, intorno alle 22:00, ne ordinò l'esecuzione tramite mitragliatrice. Nove persone rimasero uccise, alcuni superstiti si finsero morti mentre altri scapparono tra le strade del paese. Seguì una caccia all'uomo che portò alla cattura e all'uccisione di ulteriori cinque persone. Le vittime furono raggruppate presso le abitazioni delle famiglie Zinobile e Massari, che vennero poi date alle fiamme mentre il resto del paese fu saccheggiato.
Secondo alcune ricostruzioni, Angelo Cupillari — il liceale che portò la lettera alle truppe partigiane —, ritenuto in qualche modo responsabile della strage, rischiò il linciaggio da parte dei suoi stessi compaesani.
Anche nel dopoguerra gli abitanti di Filetto mantennero una opinione negativa sull'attacco partigiano che provocò la rappresaglia tedesca sulla popolazione civile innocente.

## Vittime
I diciassette caduti furono, in ordine alfabetico:
- Gradito Alloggia (1904), contadino;
- Cesidio Altobelli (1903), contadino;
- Antonio Celestini (1920), contadino;
- Loreto Cialone (1887), contadino;
- Pasquale Cialone (1900), contadino;
- Clemente Ciampa (1905), contadino;
- Raimondo Ciampa (1902), contadino;
- Giovanni Gambacurta (1912), carabiniere;
- Carlo Marcocci (1894), contadino;
- Domenico Marcocci  (1908), contadino;
- Guido Marcocci  (1924), contadino;
- Luigi Marcocci  (1914), contadino;
- Mario Marcocci  (1927), contadino;
- Ferdinando Meco (1883), contadino;
- Antonio Palumbo (1879), impiegato e proprietario terriero;
- Sabatino Riccitelli (1896), contadino;
- Agostino Spezza (1900), contadino.

A questi, va aggiunto il capo-raggruppamento tedesco, freddato da un suo stesso commilitone:
- Hermann Schafer (1913), maresciallo maggiore della 114. Jäger-Division.

Durante l'esecuzione rimasero feriti Basilio Altobelli, Amedeo Ciampa e Mario Morelli.  In precedenza, lo scontro a fuoco tra partigiani e nazisti, aveva causato la morte dei tedeschi Adolf Schreiner e Ludwig Wehn ed il ferimento di Francesco Sgro, Luigi Marcocci ed Emilio Giamberardini. In totale, l'episodio di Filetto contò 20 morti e 6 feriti.

## Il caso Defregger
Il 7 luglio 1969 il quotidiano tedesco Der Spiegel venne in possesso di alcune carte della Procura di Francoforte sul Meno, scoprendo che l'autore della strage, il capitano Matthias Defregger, aveva ripreso gli studi ecclesiastici al termine della guerra ed era diventato vescovo ausiliare di Monaco di Baviera. Grazie all'iniziativa del deputato aquilano Eude Cicerone, che riferì in Parlamento, anche la Procura della Repubblica dell'Aquila aprì un fascicolo.
Il caso Defregger suscitò clamore in Germania e in Italia, ispirando anche il film Quel giorno Dio non c'era (1970) di Osvaldo Civirani. Una delegazione di filettani, guidata dal parroco don Demetrio Gianfrancesco, andò quindi a Monaco di Baviera ad incontrare il vescovo Defregger, ricevendo una lettera in cui l'ex capitano chiedeva perdono per la strage; in seguito un'analoga delegazione tedesca venne ricevuta a Filetto.
Nel 1970 la Procura di Francoforte assolse Matthias Defregger poiché «l'uccisione degli ostaggi non è stata malvagia né crudele, né è stata comandata per motivi abietti»; Nel 1972 il Tribunale militare di Roma, cui era arrivato il fascicolo della Procura dell'Aquila, decise di non procedere. Defregger morì nel 1995 all'età di 80 anni.

## Memoria
A Filetto è presente un monumento alla memoria, oltre ad una lapide in corrispondenza dell'antica abitazione della famiglia Massari, data alle fiamme durante l'eccidio. Una seconda lapide è collocata all'interno del cimitero del paese, progettato da Antonio Marcocci, figlio di Domenico, una delle vittime della strage. All'Aquila, nel quartiere Banca d'Italia, è presente la Via Martiri di Filetto.
Alla strage e alla sua memoria è inoltre dedicato il film Quel giorno Dio non c'era (1970) di Osvaldo Civirani.
Il deputato Eude Cicerone — che aveva presentato un'interrogazione in Parlamento sul caso Defregger — chiese ufficialmente di omaggiare L'Aquila con la Medaglia d'Oro della Resistenza in virtù degli episodi dei IX Martiri, di Filetto e di Onna, ma la proposta di legge, presentata il 17 luglio 1969, non fu mai accolta.